# Chetone
Chetone är ett släkte av fjärilar. Chetone ingår i familjen björnspinnare.

## Bildgalleri

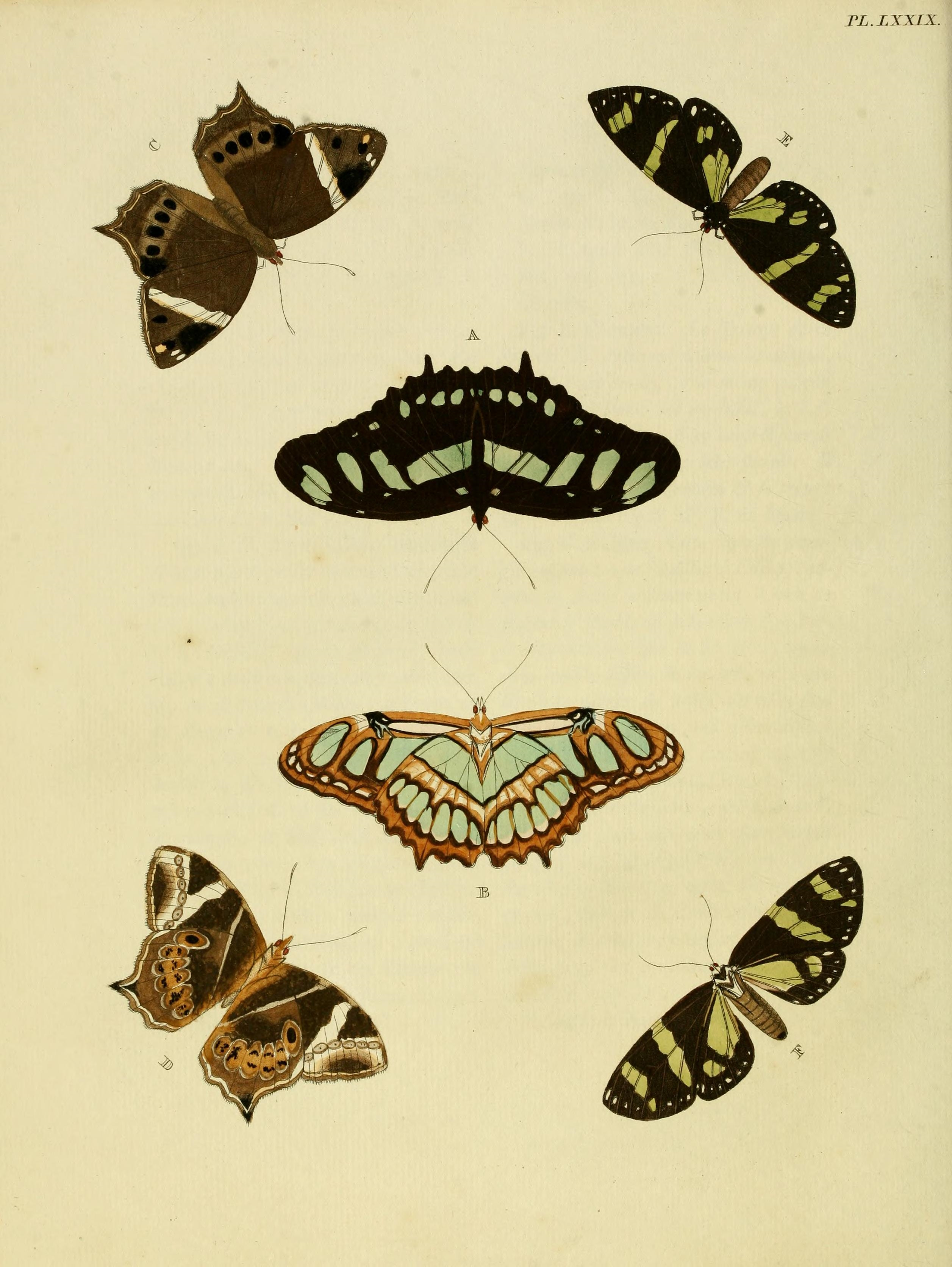

## Dottertaxa tillChetone, i alfabetisk ordning[1]
- Chetone angulosa
- Chetone angustilineata
- Chetone catilina
- Chetone conjuncta
- Chetone decisa
- Chetone eugenia
- Chetone felderi
- Chetone guapa
- Chetone heliconides
- Chetone histrio
- Chetone histriomorpha
- Chetone hydra
- Chetone intersecta
- Chetone irenides
- Chetone isse
- Chetone ithomia
- Chetone ithrana
- Chetone kenara
- Chetone malankiatae
- Chetone meta
- Chetone mimica
- Chetone nasica
- Chetone perspicua
- Chetone phaeba
- Chetone phyleis
- Chetone salvini
- Chetone separata
- Chetone studyi
- Chetone suprema
- Chetone variifasciata